# 利伯蒂维尔 (伊利诺伊州)
利伯蒂维尔（Libertyville）是美国伊利诺伊州东北部莱克县（Lake County）的一个村庄，为芝加哥北部的富裕郊区。该村在德斯普兰斯河（Des Plaines River）上，距离密西根湖8公里。1836年创建，1882年设村。现主要为住宅区，也有农机制造等工业。